# Friedhof (Ilsfeld)

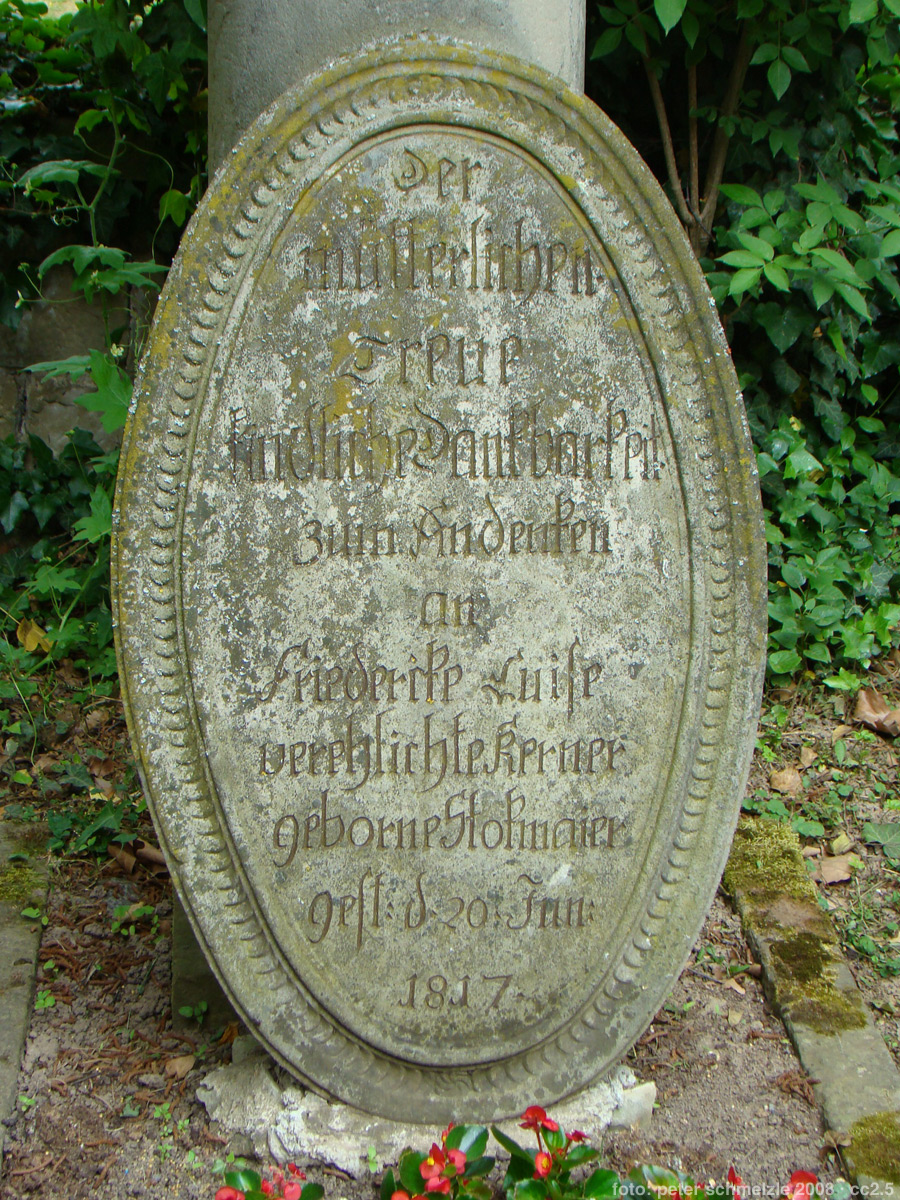
Grabstein von Kerners Mutter auf dem Ilsfelder Friedhof

Der Friedhof von Ilsfeld im Landkreis Heilbronn im nördlichen Baden-Württemberg wurde im 15. Jahrhundert angelegt.
Die ursprüngliche Begräbnisstätte in Ilsfeld befand sich um die Bartholomäuskirche herum. Der heutige Friedhof wurde wohl im 15. Jahrhundert, vermutlich im Zusammenhang mit dem Bau der Dorfmauer, am damaligen nördlichen Dorfrand angelegt. Im 16. Jahrhundert wurde der Friedhof erstmals erweitert, zahlreiche Tote einer Pestepidemie dürften den Anlass gegeben haben. Bis zur Zeit der Reformation war der Ilsfelder Friedhof auch Begräbnisstätte Auensteins, und bis zur Errichtung eines Friedhofs in Schozach 1895 wurde auch die Schozacher Toten dort beigesetzt.
Ein Leichenhaus wurde auf dem Friedhof 1958 errichtet. Eine zweite Friedhofserweiterung fand 1960 statt, nachdem der Ort nach dem Zweiten Weltkrieg stark angewachsen war. 1980 erwarb die Gemeinde, in deren Besitz sich der Friedhof seit 1901 befindet, ein angrenzendes ehemaliges Gärtnereigelände für eine weitere Erweiterung.
Der Friedhof ist von einer historischen Mauer umgeben, das schmiedeeiserne Tor wurde 1964 nach Entwürfen des Leinfelder Künstlers Schimpf erneuert. Den Bauschmuck am Leichenhaus gestaltete Hans Epple aus Flein.
Zu den bekannten Persönlichkeiten, die auf dem Ilsfelder Friedhof beigesetzt sind, zählt Friederike Kerner († 1817), die Mutter von Justinus Kerner. An der Friedhofsmauer sind mehrere historische Grabmale von Ilsfelder Schultheißen erhalten. Auf der Nordseite des Hauptwegs befindet sich ein Ehrenfriedhof mit Mahnmalen für die Gefallenen des Ersten und Zweiten Weltkriegs.